# Тайцы в США
Тайцы в США — американцы тайского происхождения. По данным переписи 2008 года, в стране проживает около 350 тысяч тайцев.

## История и статистика
Первыми мигрантами из Таиланда в США были известные сиамские близнецы Чанг и Энг Банкеры, которые прибыли в страну в 1830 и поселились в Северной Каролине.
- С 1961 по 1970 — около 5 тыс. тайских иммигрантов
- С 1971 по 1980 — около 44 тыс. тайских иммигрантов
- С 1981 по 1990 — около 64,4 тыс. тайских иммигрантов

По данным 1993 в США проживало около 120 тыс. лиц тайского происхождения.

## Расселение
Крупнейшая тайская диаспора за пределами Азии проживает в Лос-Анджелесе — около 80 тыс. человек (на 2002 год). Именно здесь появился первый «тайтаун».
Другие крупные диаспоры проживают в Куинсе (Нью-Йорк), Миннеаполисе (Миннесота), Области залива Сан-Франциско, агломерации Далласа, Фресно и Сакраменто (Калифорния).